# Sonnenfinsternis vom 15. Februar 2018
Bei der Sonnenfinsternis vom 15. Februar 2018 handelte es sich um eine rein partielle Finsternis, die Erde wurde also nur vom Halbschatten des Mondes getroffen.

## Bedeckungsgrad

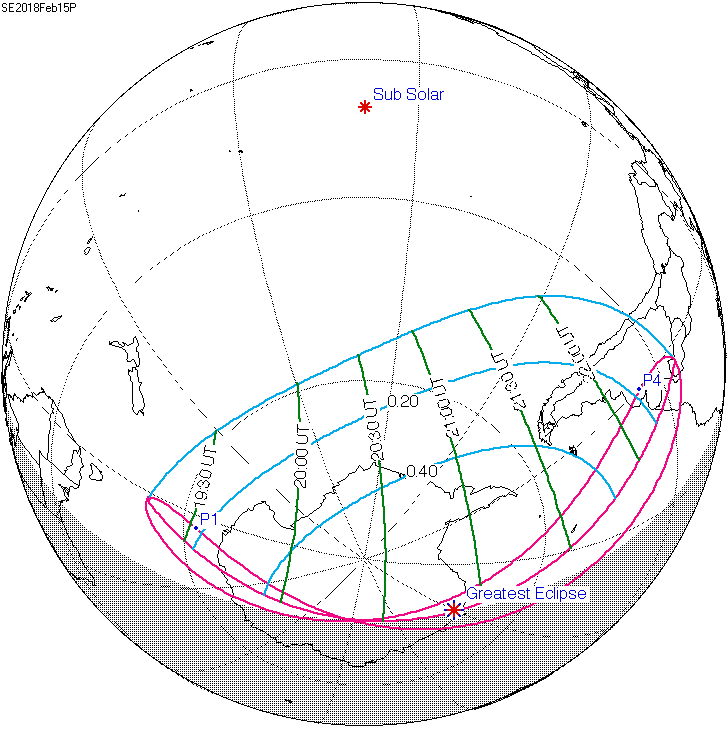
Der rote Stern markiert die größte Verfinsterung

Die größte Verfinsterung fand in der Antarktis unter den Koordinaten 71° 0′ N, 0° 36′ O im Königin-Maud-Land statt. Das Sichtbarkeitsgebiet umfasste zwei Drittel des antarktischen Kontinents und Teile der südamerikanischen Länder Chile, Argentinien, Uruguay, Paraguay und Brasilien. Allerdings fand in Uruguay, im argentinischen Ballungsraum Buenos Aires und in Südbrasilien (Rio Grande do Sul, Santa Catarina, Paraná) die Sonnenfinsternis nur mit einem geringen Bedeckungsgrad während des Sonnenuntergangs statt. Auch in Santiago de Chile war der Bedeckungsgrad gering.